# BetMGM 300
Das BetMGM 300 ist ein Autorennen der NASCAR Xfinity Series, das auf dem Charlotte Motor Speedway in Concord, North Carolina, unweit von Charlotte ausgetragen wird. Es ist das erste von zwei Saisonrennen der Xfinity Series auf diesem Speedway, das zweite ist das Dollar General 300. Das Rennen findet am Vortag des Coca-Cola 600 des Sprint Cups am Memorial Day statt.

## Sieger

### History 300
- 2014: Kyle Larson
- 2013: Kyle Busch
- 2012: Brad Keselowski

### Tech-Net Professional Auto Service 300 presented by CarQuest
- 2011: Matt Kenseth
- 2010: Kyle Busch

### Carquest Auto Parts 300
- 2009: Mike Bliss
- 2008: Kyle Busch
- 2007: Kasey Kahne
- 2006: Carl Edwards
- 2005: Kyle Busch
- 2004: Kyle Busch
- 2003: Matt Kenseth
- 2002: Jeff Green
- 2001: Jeff Green
- 2000: Jeff Burton
- 1999: Mark Martin
- 1998: Mark Martin
- 1997: Joe Nemechek

### Red Dog 300
- 1996: Mark Martin
- 1995: Chad Little

### Champion Spark Plug 300
- 1994: Phil Parsons
- 1993: Michael Waltrip
- 1992: Jeff Gordon
- 1991: Dale Earnhardt
- 1990: Dale Jarrett
- 1989: Rob Moroso

### Winn-Dixie 300
- 1988: Dale Jarrett
- 1987: Harry Gant
- 1986: Tim Richmond
- 1985: Tim Richmond

### Mello Yellow 300
- 1984: Bobby Allison
- 1983: Dale Earnhardt
- 1982: Harry Gant